# Wielkopolska Tajna Organizacja Powstańców
Wielkopolska Tajna Organizacja Powstańców (WTOP) – przejściowa struktura organizacyjna utworzona w 1942 roku dla scalenia z AK grupy redaktorów i kolporterów pisma "Dla ciebie Polsko".

## Działalność
WTOP powołano w konsekwencji rozmów ppor. Konrada Latanowicza ("Profesor") z komendantem Obszaru Zachodniego AK płk. Stanisławem Edwardem Grodzkim. Uzasadnieniem utworzenia WTOP było m.in. zaangażowanie w prace "Dla Ciebie Polsko" licznej rzeszy nauczycieli oraz współpracowników posiadających przeszkolenie wojskowe. Ustalono rotę przysięgi i powołano pierwszych komendantów wojskowych powiatów.
Realizacją koncepcji kierował w lecie 1942 por. Jerzy Gawroński ("Skaut"), prowadząc rozmowy w Sosnowcu z płk. Henrykiem Kowalówką. W umowie scaleniowej funkcję tytularnego dowódcy WTOP powierzono płk. Edmundowi Effertowi ("Jan"). AK postawiło jako warunek scalenia natychmiastowe przerwanie wydawania pisma DCP, ponieważ wydawcy byli systematycznie tropieni przez Gestapo.
Latanowicz z nieznanych bliżej powodów nawiązał kontakty z Antonim Studenckim ("Bystry"), który na Śląsku dowodził Tajną Organizacją Niepodległościową, scaloną już z AK. Być może chodziło mu o osobisty kontakt z płk. Henrykiem Kowalówką. 31 sierpnia w Tulcach odbyło się spotkanie Latanowicza ze świeżo mianowanym inspektorem rejonowym AK w Środzie, por. Alfredem Furmańskim. Tym samym ogniwa WTOP na terenie powiatu średzkiego i śremskiego włączono do AK. Przejściowe kierownictwo rozwiązało WTOP 1 września 1942 roku, a jego członkowie otrzymali indywidualne przydziały w AK.